# مرسيدس رينارد
مرسيدس رينارد (بالإنجليزية: Mercedes Renard)‏ هي ممثلة أمريكية، ولدت في 1975 في ميامي في الولايات المتحدة.

## وصلات خارجية
- مرسيدس رينارد على موقع IMDb (الإنجليزية)
- مرسيدس رينارد على موقع قاعدة بيانات الفيلم (الإنجليزية)